# Regionální muzeum K. A. Polánka v Žatci
Regionální muzeum K. A. Polánka v Žatci je muzeum, jehož zřizovatelem je Město Žatec. Zaměřuje se na regionální historii a přírodu Žatecka a Podbořanska v širších souvislostech. Provádí záchranné archeologické výzkumy. Po druhé světové válce až do roku 1960 působilo jako okresní muzeum v rámci okresu Žatec, poté jako městské muzeum. Je pojmenováno po Karlu Aloisi Polánkovi, pedagogovi a vlastivědném pracovníkovi, činnému zejména v meziválečném období.

## Historie

### Do roku 1945
Stávající muzeum je přímým nástupcem dvou muzejních institucí, které až do začátku druhé světové války v Žatci působily. V roce 1896 bylo z iniciativy místního spolku živnostníků založeno městské muzeum. Jeho prvním správcem se stal tehdejší ředitel žateckého gymnázia Josef Hollub. Muzeum ovšem nevyvíjelo žádnou osvětovou činnost. Zaměřilo se na sběr starožitností ze Žatce a okolí se zvláštním důrazem na archeologické artefakty. Veřejnosti až do roku 1930 zpřístupněny nebyly. Ve svých počátcích muzeum nemělo charakter odborné instituce. Ještě v roce 1904 žádal Robert von Weinzierl případné nálezce archeologických předmětů, aby se obraceli na teplické muzeum, kde působil jako konzervátor.

Sbírkové předměty žateckého muzea byly nejprve uloženy na radnici, od počátku 20. století do roku 1929 v budově městského sirotčince v Husově ulici čp. 678, které je sídlem muzea i v současnosti. V roce 1930 se muzeum přestěhovalo do budovy bývalého gymnázia čp. 127 na náměstí 5. května. Téhož roku v něm byla otevřena stálá expozice. Ředitelem muzea byl tehdy bývalý gymnaziální profesor Maxmilián Wurdinger, konzervátorem Anton Schmiedl, jako externí poradce působil muzeolog a historik umění Josef Opitz. Žatecké městské muzeum v té době provádělo rozsáhlé archeologické výzkumy a prehistorická sbírka se stále rozrůstala. 

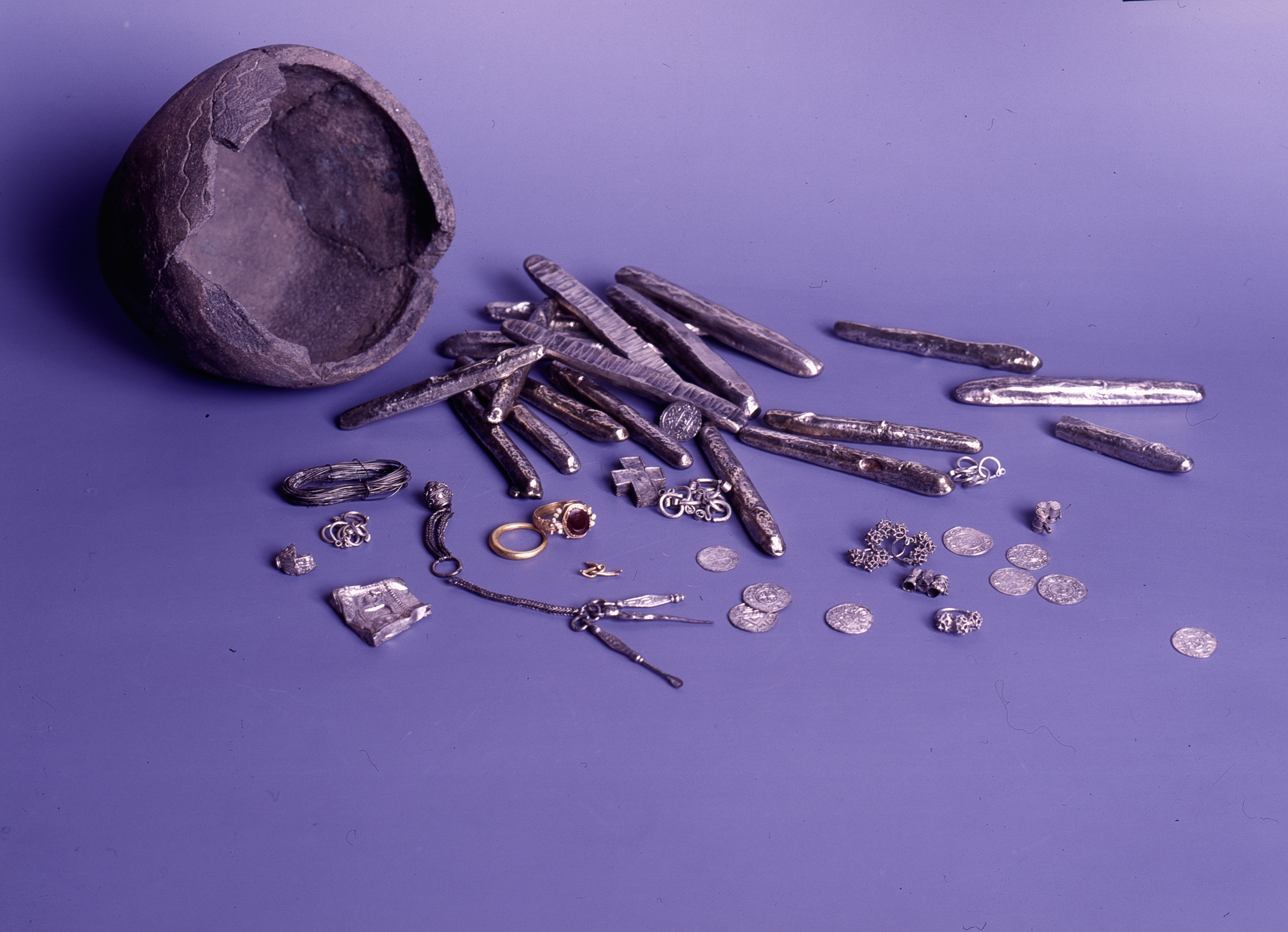
Část Žateckého pokladu ze začátku 11. století

 V roce 1937 se do muzea dostal Žatecký poklad, soubor zlatých a stříbrných šperků, mincí a stříbrných hřiven, který byl toho roku náhodně nalezen poblíž Chmelařského náměstí. Jeho váha činí přes 2,7 kg. Po Wurdingerově úmrtí v roce 1938 se jeho nástupcem stal Hermann Födisch. Za jeho působení se roku 1939 Městské muzeum vrátilo do budovy bývalého sirotčince, kde byla otevřena nová expozice. Muzeum se i nadále orientovalo zejména na archeologii, ale druhá světová válka jeho činnost přerušila. Födisch se angažoval v Sudetoněmecké straně a byl aktivním stoupencem nacistického režimu.
Ve 20. letech 20. století vzniklo v Žatci další muzeum. Roku 1925 ho založil Inspektorát českých menšinových škol Žatec a neslo název České menšinové muzeum v Žatci. O dva roky později otevřelo svou stálou expozici v budově české obecné školy v Pražské ulici čp. 808. Založení muzea inicioval Karel Alois Polánek (1887–1953), pedagog a státní inspektor českých menšinových škol. Otevření českého muzea bylo nepřímým podnětem pro místní Němce, aby rovněž o rok později své muzejní sbírky zpřístupnili. Polánek se stal prvním správcem muzea a zároveň šéfredaktorem vlastivědného měsíčníku Krajem Lučanů.
Přes národnostní antagonismus existovala mezi oběma muzei určitá forma spolupráce. Muzea si občas vzájemně zapůjčovala exponáty, Kraj Lučanů uveřejnil článek německého badatele Helmuta Preidela. Návrh německého muzea na sloučení obou institucí však v roce 1930 české menšinové muzeum odmítlo. Žatec se stal na základě Mnichovské dohody součástí nacistického Německa. Čeští vojáci před příchodem wehrmachtu do města odvezli archeologickou sbírku menšinového muzea do jedné ze škol v Plasech. Po dohodě Födische a Polánka byla sbírka převezena zpět do Žatce a zařazena do sbírky německého muzea. Archeologické nálezy ze Žatce a Žatecka tak zůstaly na jednom místě a v úplnosti.

### Po druhé světové válce

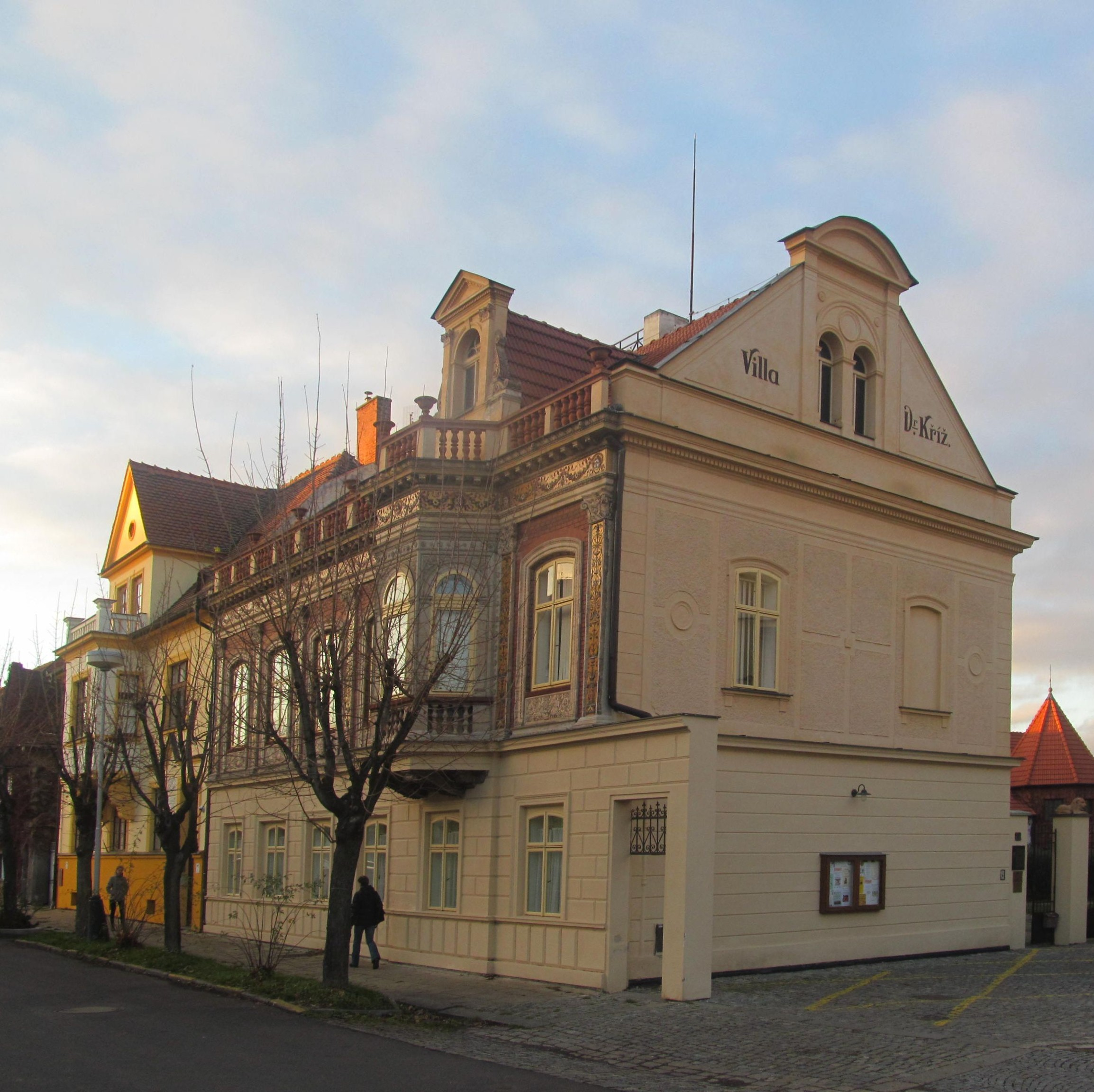
Křížova vila s výstavními prostorami muzea

Hned v květnu 1945 zajistil sbírky muzea jednatel Českého muzejního spolku František Kostka. V září téhož roku byl správou muzea pověřen pedagog František Kopecký (1907–1983), který je řídil až do roku 1966. Kopeckému se podařilo vybudovat novou expozici, v květnu 1947 otevřít muzeum veřejnosti a obnovit vydávání Kraje Lučanů. Kopecký však nebyl vystudovaný historik a kromě toho řídil muzeum jen na část úvazku, protože stále učil ruský jazyk na základní škole v Komenského aleji. Byl také kromě uklízečky jediným zaměstnancem muzea. Svou aktivitu zaměřil zejména na popularizaci dějin Žatce formou přednášek, rozhlasových pořadů a článků v místním kulturním měsíčníku.

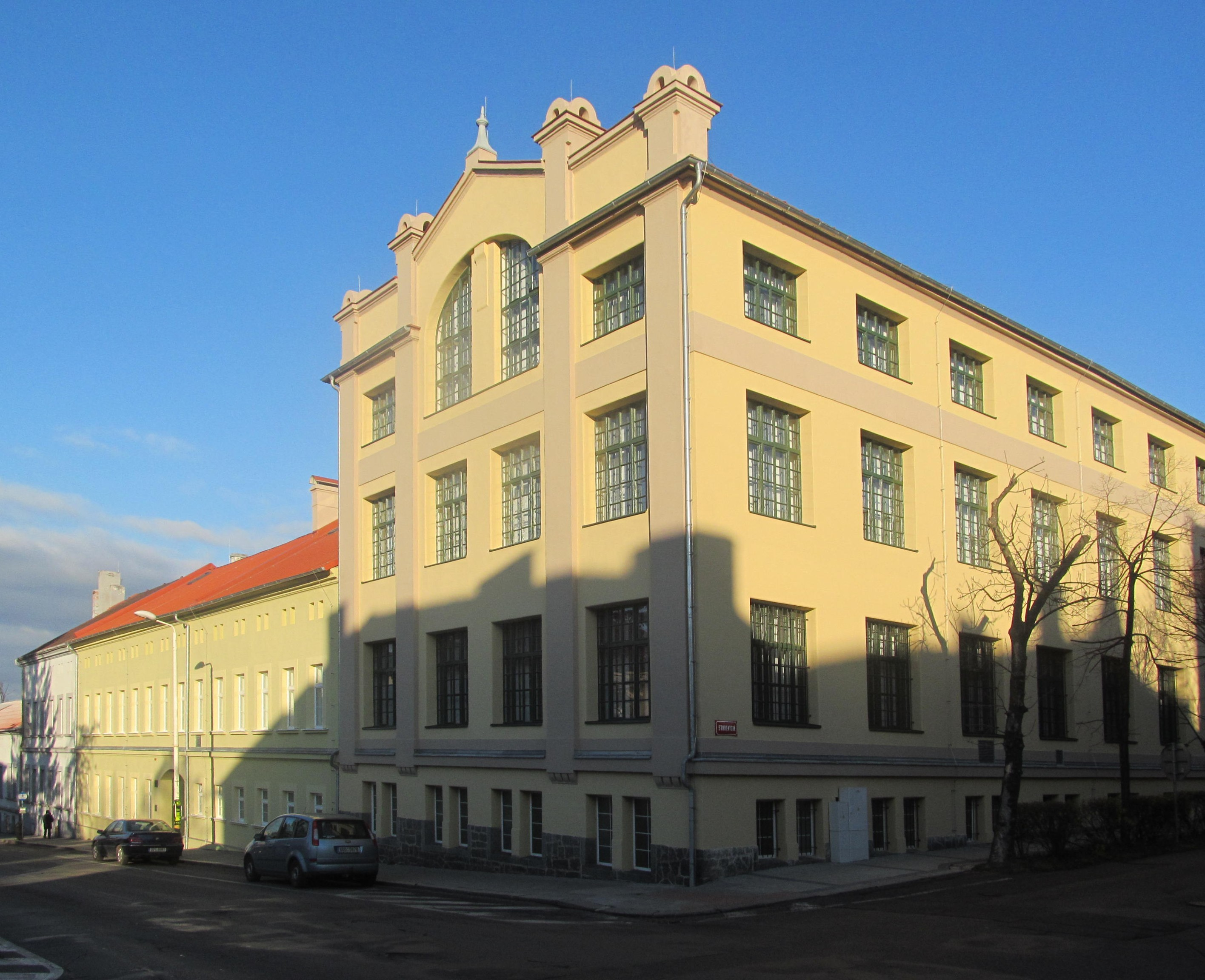
Budova s depozitáři a restaurátorskými dílnami

 V roce 1966 Kopeckého vystřídal ve funkci nakrátko archeolog Josef Bubeník. V jedné ze svých zpráv z roku 1967 konstatoval, že převzal muzeum v zanedbaném stavu jak po stránce evidence sbírek, tak prostorové a personální. Na podzim téhož roku bylo muzeum v důsledku stavebních úprav budovy pro veřejnost uzavřeno. Po Bubeníkově odchodu v roce 1969 se stal dalším ředitelem muzea středoškolský pedagog Jaroslav Venclík. Za jeho působení bylo roku 1972 zrekonstruované muzeum opět otevřeno. Prezentovalo se veřejnosti novou archeologickou a historickou expozicí, přednáškovým sálem, fotolaboratoří a laboratoří pro zpracování archeologických nálezů. Postupně se zlepšilo i personální obsazení instituce na pět zaměstnanců. Bohaté společenské aktivity však šly na úkor péče o sbírky a jejich evidenci.

S nástupem nové ředitelky Radmily Holodňákové a jejího manžela, archeologa Petra Holodňáka v září 1980, se muzejní práce dostala na jinou kvalitativní úroveň. V polovině 80. let byla dokončena základní evidence 1. stupně sbírkového fondu a byla oddělena jeho archeologická a historická část. Muzeum také začalo vyvíjet odbornou archeologickou činnost. Zásadní výsledky pro pravěk a raný středověk severozápadních Čech měl Holodňákův výzkum v prostoru pískovny u Soběsuk, prováděný v letech 1985–1992. Po určitou dobu byli v muzeu zaměstnáni i významní archeologové Jiří Waldhauser a Petr Čech. Pracovníci muzea rovněž zlepšili úroveň ediční činnosti ústavu, když založili řadu Studie Regionálního muzea v Žatci.

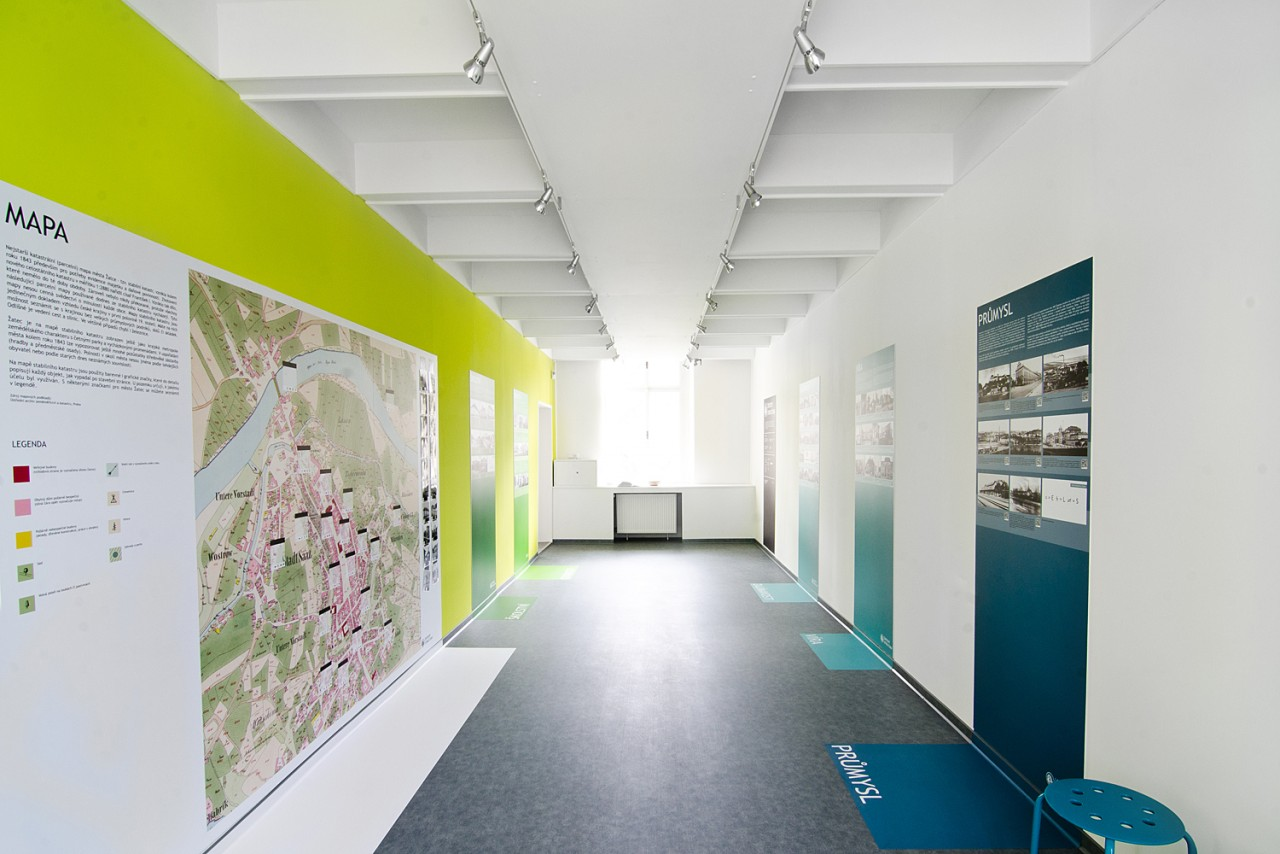
Expozice Stroj času

Za působení Radmily Holodňákové byly v muzeu postupně vybudovány tyto nové stálé expozice: Žatecké obrázky (ikonografické prameny k dějinám města), Kabinet chmelových známek, Žatecký stroj času a Sbírka olejomaleb, umístěná v Křížově vile. Doplňují je expozice Historický a urbanistický vývoj města Žatce a Pravěk středního Poohří, otevřené už v 70. letech. Muzeum každoročně pořádá několik tematických výstav, a to v centrále a v Křížově vile, jejímž provozovatelem se muzeum stalo v roce 2003. Muzeum je pravidelným spolupořadatelem Dnů evropského dědictví a pořádá různé vzdělávací a popularizační akce zaměřené jak na mládež, tak dospělé. V roce 2015 byla dokončena rekonstrukce části objektu bývalých papíren, kde se nacházejí depozitáře, knihovna a konzervátorské dílny muzea. V budově je rovněž přednáškový sál s expozicí dějin průmyslu v Žatci. Radmila Holodňáková, rovněž archeoložka, řídí muzeum od roku 1980 kontinuálně s výjimkou let 2007–2012, kdy byla v důsledku politicko-mocenských střetů na žatecké radnici nucena pracovat v Oblastním muzeu v Mostě. V mezidobí byl ředitelem Jiří Kopica.
V roce 2014 muzeum mělo dvanáct stálých zaměstnanců. Ti připravili celkem 14 výstav, z toho 9 v Křížově vile. Více než 1000 návštěvníků si prohlédlo výstavu Žatecký poklad, který byl jako celek vystaven vůbec poprvé. Kromě nich si další výstavy prohlédlo 9100 návštěvníků. Muzeum uspořádalo celkem 19 přednášek, tradičně pořádanou akcí byl turistický pochod pro veřejnost, tentokrát na hradiště Výrov. Samostatným programem se instituce zúčastnila celostátních akcí Muzejní noc a Dny evropského dědictví. Proběhlo několik archeologických záchranných výzkumů, největší z nich v pískovně u Chudeříně. Muzeum propaguje svou činnost rovněž na Facebooku.

## Budovy a expozice
- Hlavní budova (stará nemocnice), Husova 678:
  - Žatecký stroj času (interaktivní expozice o historii města)
  - Hodinový stroj z radnice
  - Žatecké obrázky, kolekce fotografií, obrazů a pohlednic
  - Historický a urbanistický vývoj města Žatce
  - Pravěk středního Poohří
  - Kabinet chmelových známek
  - v zahradě menhir Zakletá panna.
- Křížova vila, Zeyerova 344:
  - v přízemí dočasné výstavy,
  - v 1. patře v jižním a severním křídle stálá obrazová galerie, též zdobené stropy, troje kachlová kamna zámeckého typu
- Stará papírna, Volyňských Čechů 733:
  - Z historie žateckého průmyslu
  - Z rekonstrukce papíren v Žatci

## Publikační činnost

### Řada Studie Regionálního muzea v Žatci
- Holodňáková, Radmila – Roedl, Bohumír, Ulice města Žatce. Příspěvek k historické topografii města, Žatec 1994.
- Tošnerová, Marie (ed.), Paměti města Žatce (1527–1609), Žatec 1996.
- Holodňáková, Radmila a kol., Z historie žateckého muzejnictví, Žatec 1997.
- Roedl, Bohumír, Žatecká rodina Hošťálků z Javořice, Žatec 1997, ISBN 80-901944-3-5.
- Holodňák, Petr, Labyrintem žateckého pravěku, Žatec 2006, ISBN 80-86971-18-X.
- Matyáš Jiří a kol., Dějiny žateckého gymnázia. Schola Zatecensis, Žatec 2009, ISBN 978-80-86971-85-8.

### Mimo ediční řadu
- Holodňák, Petr – Hluštík, Antonín, Toulky žateckou minulostí, Žatec 1990.
- Poohří II - Památky a současnost, Sborník příspěvků z konference pořádané 8. – 9. září 2011 v Křížově vile, Žatec 2012, ISBN 978-80-905007-1-6.
- Krausová, Milada, Město Žatec za Velké války, Žatec 2014, ISBN 978-80-260-7498-4.
- Krausová, Milada, Za žateckými architekty, Žatec 2015, ISBN 978-80-88075-01-1.